# UFC 39
UFC 39: The Warriors Return è stato un evento di arti marziali miste tenuto dalla Ultimate Fighting Championship il 27 settembre 2002 al Mohegan Sun Arena di Uncasville, Stati Uniti.

## Retroscena
Randy Couture e Ricco Rodriguez si sfidarono per il titolo dei pesi massimi, lasciato vacante dopo che il campione in carica Josh Barnett venne trovato positivo ad un test antidoping.
L'evento ospitò anche le semifinali di un torneo a quattro per decretare il nuovo campione dei pesi leggeri, dopo che il campione in carica Jens Pulver lasciò il titolo vacante e venne cacciato dall'UFC per una disputa contrattuale.
L'evento vide l'esordio di Tim Sylvia, futuro campione dei pesi massimi.

## Risultati

### Card preliminare
- Incontro categoria Pesi Welter:  Sean Sherk contro  Benji Radach

Sherk sconfisse Radach per KO Tecnico (ferita) a 4:16 del primo round.
- Incontro categoria Pesi Medi:  Matt Lindland contro  Ivan Salaverry

Lindland sconfisse Salaverry per decisione unanime.

### Card principale
- Incontro categoria Pesi Medi:  Phil Baroni contro  Dave Menne

Baroni sconfisse Menne per KO (pugni) a 0:18 del primo round.
- Incontro categoria Pesi Massimi:  Gan McGee contro  Pedro Rizzo

McGee sconfisse Rizzo per KO Tecnico (stop dall'angolo) a 5:00 del primo round.
- Semifinale torneo per il titolo dei Pesi Leggeri:  Caol Uno contro  Din Thomas

Uno sconfisse Thomas per decisione unanime.
- Semifinale torneo per il titolo dei Pesi Leggeri:  B.J. Penn contro  Matt Serra

Penn sconfisse Serra per decisione unanime.
- Incontro categoria Pesi Massimi:  Tim Sylvia contro  Wesley Correira

Sylvia sconfisse Correira per KO Tecnico (stop dall'angolo) a 1:43 del secondo round.
- Incontro per il titolo dei Pesi Massimi:  Ricco Rodriguez contro  Randy Couture

Rodriguez sconfisse Couture per sottomissione (gomitate) a 3:04 del quinto round e divenne il nuovo campione dei pesi massimi.